# Nentón
Nentón est une ville du Guatemala.